# Adoretus consularis
Adoretus consularis är en skalbaggsart som beskrevs av Hermann Julius Kolbe 1897. Adoretus consularis ingår i släktet Adoretus och familjen Rutelidae. Inga underarter finns listade i Catalogue of Life.